# Juan Manuel Lasso de la Vega y Miranda
Juan Manuel Lasso de la Vega y Miranda (ur. 25 lipca 1936 w Madrycie) – ksiądz katolicki, zakonnik, Przełożony Generalny Zgromadzenia Redemptorystów (CSsR) od 1985 do 1997.
Pierwsze śluby zakonne złożył 15 sierpnia 1955. Już wtedy posiadał licencjat z prawa kanonicznego i teologii moralnej, której później został magistrem, a potem doktorem.
W 1973 na Kapitule Generalnej został wybrany Konsultorem Generalnym. Natomiast w 1979 został wybrany wikariuszem ówczesnego Przełożonego Zgromadzenia Redemptorystów o. Josefa Georga Pfaba. Na kapitule Generalnej w 1985 i 1991 był wybierany na Przełożonego Generalnego Zgromadzenia Redemptorystów. Urząd sprawował do 1997. Jego następcą został o. Joseph William Tobin.